# Fonman
Le fonman ou Fon man est une sauce originaire du Bénin,,. Dans la gastronomie locale, c'est une des sauces les plus prisées. Particulièrement consommée dans le sud du pays, la sauce fonman est une sauce à base de jeunes pousses de vitex doniana,. Le fonman s'accompagne le plus souvent de pâtes telles que le Wɔ̌, le wɔ̌koli ou le telibɔ̌ wɔ̌,,. 

## Préparation
Pour obtenir la sauce fonman, on cueille, on découpe ou hache les jeunes pousses de Vitex doniana. Dans une casserole on chauffe de l'huile à laquelle on ajoute à la fois des oignons, des crevettes séchées moulues, du gingembre, du sel marin, de l'ail, du poivre, du piment vert. on remue le tout pendant une quinzaine de minutes environ de telle sorte à obtenir un mélange homogène. À ce mélange on rajoute ensuite de la tomate fraiche puis on remue pendant environ 10 minutes et après on ajoute les feuilles de fonman préalablement découpés. On remue derechef puis, on n'y met de la viande ou du poisson et on laisse cuire à feu doux pendant une dizaine de minutes. La sauce fonman est ainsi prête et peut être consommée,,.      